# 痛み (哲学)
本記事では神学、哲学、文学等々で扱われている痛みあるいは苦痛 （いずれも pain）を扱う。
痛みについては、（医師などばかりでなく）哲学者や神学者などもしばしば論じてきた。近年では、人間の経験（や現象）というものが持つ基本的な性質に関して哲学的な議論を行うときや、クオリアについて論じる時などに、しばしば言及されている。

## 痛みの歴史的概観
18世紀と19世紀において、ジェレミー・ベンサムとマルキ・ド・サドはこの問題について非常に異なった見解をもっていた。ベンサムは痛み・苦痛と快さ・快楽 (pain and pleasure) を客観的な現象とみなし、その原理に基づいて功利主義を定義した。しかし、マルキ・ド・サドは全く異なった見解を提示した。彼は、痛み・苦痛はそれ自体で倫理性を持つとし、痛みの追求と強要は有用であるし快いとさえ言える、とし、それは実に国家の目的、つまり報復的に苦痛を与えたいという欲求を満たすこと、例えば法を用いてそれを行うのだから（彼の時代には、実際、刑罰は苦痛を分配することであった）、と見なしたのである。19世紀ヨーロッパにおいては、ベンサムの見解が普及し、サドの（痛みに満ちた）見解があまりに強く抑えられたので、サドが予見したように、19世紀の見解は耽溺する快楽それ自体となった。ヴィクトリア文化は、しばしばこうした偽善の例として挙げられる。
様々な20世紀の哲学者（例えば、J.J.C. スマート、デイヴィド・ルイス、デイヴィド・アームストロング）は、痛みの持つ意味について語り、また、痛みによって分かる人間の経験の性質というものについても語った。また、痛みは様々な社会哲学的論究の主題でもあった。例えばミシェル・フーコーは、痛みの生物医学的モデルと、苦痛を惹き起こす刑罰の回避というのは、人類というものが概して抱きがちな啓蒙思想の範疇に入る、と見なした。

## 痛みの個体性
「人は、心の《内的世界》に住することによってのみ、自分自身の意識についての内在的な認識を持つ」などということが、しばしば（まことしやかに）アプリオリな原理として受け入れられている。内的世界と外的世界を決定的に違う、と見なすこうした見方というのは、ルネ・デカルトがデカルト的二元論の原理を定めたことによって人々に広まった。（デカルトのように）自分の意識を中心に据えるとなると、《他者の心》というのが根本的な問題として湧き上がってくる。そしてこの《他者の心》問題についての議論は、しばしば《痛み》を軸に展開したのである。

## 痛みとその意味
哲学者ニーチェは、その人生で長期にわたる病気と痛みを経験し、痛みの意味というものを、生の意味全般に関わるものとして扱った。彼のよく知られる文章の中には、以下のような、明らかに痛みにまつわるものがある：
「君は快楽について是 (yes) と言ったことがあるかね？
おお我が友よ、ならば君はまた全ての痛みにも是と言った。
全てのものは互いに愛の内に結びつき、絡み合っている。」
「私を殺さないものは、私をより強くする。」

## 痛みと心の理論
痛みの経験は様々な哲学者によって様々なタイプの心の哲学の分析のために使用されている。デイヴィド・ルイスは、彼の論文「狂人の苦痛と火星人の苦痛」の中で、彼流の機能主義を裏付けるために様々なタイプの痛みの諸例を挙げている。彼は狂人の苦痛を狂人の中で生じる痛みに対して定義する。その狂人は、我々がふつう「痛み」と呼ぶものが彼を激痛のうちに叫び転げさせる原因とならず、むしろ例えば非常に集中させ数学につよくさせる原因となるといった仕方で、ともかく「配線が食い違って」 ("wires crossed")いる。火星人の苦痛は、彼にとって、我々の痛みと同様の因果的役割を占めているような痛みであるが、その痛みについては非常に異なった生理学的認知機構を持っている（例えば、火星人は、 C 繊維の発火によってではなく、体内の複雑な水圧システムの活性化によって痛みを感じる）。ルイスが主張するには、これらの現象の両方が痛みであり、心についてのどんな一貫した理論においても考慮されねばならないという。